# 巴扎尔讷
巴扎尔讷（法語：Bazarnes，法語發音：[bazaʁn]）是法国勃艮第-弗朗什-孔泰大区约讷省的一个市镇，属于欧塞尔区。

## 地理
巴扎尔讷（47°39'39"N, 3°39'46"E）面积19.39 平方千米，位于法国勃艮第-弗朗什-孔泰大區约讷省，该省份为法国中北部内陆省份，西接卢瓦雷省，西北接塞纳-马恩省，南至涅夫勒省，东临科多尔省，东北与奥布省接壤。
与巴扎尔讷接壤的市镇（或旧市镇、城区）包括：约讷河畔特吕西、丰特奈苏富罗讷、普雷日尔贝、圣帕莱、瓦勒德梅尔西、万塞勒、双河村。

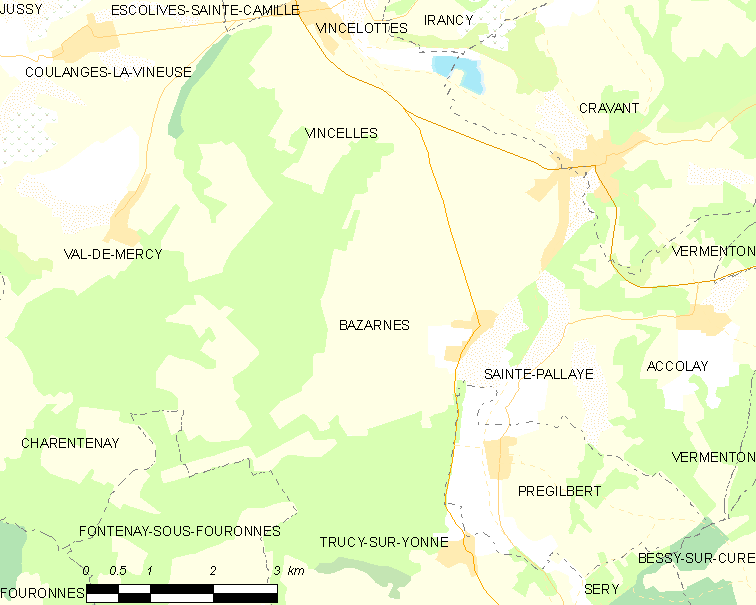
巴扎尔讷的OSM定位图

巴扎尔讷的时区为UTC+01:00、UTC+02:00（夏令时）。

## 行政
巴扎尔讷的邮政编码为89460，INSEE市镇编码为89030。

## 政治
巴扎尔讷所属的省级选区为茹拉维尔县。

## 人口

1962-2008年间巴扎尔讷人口变化图示

巴扎尔讷于2022年1月1日时的人口数量为414人。